# Christian Kouamé
Christian Michael Kouamé Kouakou (* 6. prosince 1997) je profesionální fotbalista z Pobřeží slonoviny, který hraje na pozici útočníka za italský klub Empoli FC, kde je na hostování z klubu ACF Fiorentina a národní tým Pobřeží slonoviny.

## Klubová kariéra
Kouamé začal hrát fotbal na ulicích Bingerville, předměstí Abidžanu v Pobřeží slonoviny. Ve věku 16 let se přestěhoval s dalšími teenagery z Pobřeží slonoviny do Itálie, aby se zúčastnil zkoušek s několika kluby. Nakonec podepsal smlouvu s Pratem a jako nezletilý v té době vyrůstal v italské pěstounské rodině, se kterou měl vždy blízký vztah.
Kouamé debutoval v Lega Pro za Prato 6. září 2015 v zápase proti Pise.
Dne 13. července 2018 podepsal smlouvu s Janovem v Serii A.
Dne 31. ledna 2020 odešel do Fiorentiny na hostování s povinností nákupu.
Dne 3. února 2025 odešel Kouamé na hostování do Empoli.

## Reprezentační kariéra
Kouamé debutoval za tým Pobřeží slonoviny U23 ve dvou kvalifikačních zápasech na Africký pohár národů hráčů do 23 let 2019 v březnu 2019. Na závěrečný turnaj byl povolán v listopadu 2019, ale utrpěl zranění kolena a tým opustil.
Svůj debut za seniorský národní tým Pobřeží slonoviny si odbyl 13. října 2019 v přátelském utkání proti DR Kongo.

## Statistiky

### Klubové
Platí k zápasu hranému 19. ledna 2025.
| Klub                   | Sezóna            | Liga               | Liga   | Liga | Národní pohár | Národní pohár | Kontinentální | Kontinentální | Ostatní | Ostatní | Celkově | Celkově |
| Klub                   | Sezóna            | Soutěž             | Zápasy | Góly | Zápasy        | Góly          | Zápasy        | Góly          | Zápasy  | Góly    | Zápasy  | Góly    |
| ---------------------- | ----------------- | ------------------ | ------ | ---- | ------------- | ------------- | ------------- | ------------- | ------- | ------- | ------- | ------- |
| Prato                  | 2015/16           | Lega Pro           | 13     | 0    | 2             | 0             | —             | —             | —       | —       | 15      | 0       |
| Cittadella (hostování) | 2016/17           | Serie B            | 15     | 2    | 0             | 0             | —             | —             | 1       | 0       | 16      | 2       |
| Cittadella             | 2017/18           | Serie B            | 40     | 11   | 4             | 1             | —             | —             | 3       | 1       | 47      | 13      |
| Cittadella             | Celkově           | Celkově            | 55     | 13   | 4             | 1             | 0             | 0             | 4       | 1       | 63      | 15      |
| Janov                  | 2018/19           | Serie A            | 38     | 4    | 1             | 0             | —             | —             | —       | —       | 39      | 4       |
| Janov                  | 2019/20           | Serie A            | 11     | 5    | 1             | 0             | —             | —             | —       | —       | 12      | 5       |
| Janov                  | Celkově           | Celkově            | 49     | 9    | 2             | 0             | 0             | 0             | 0       | 0       | 51      | 9       |
| Fiorentina (hostování) | 2019/20           | Serie A            | 7      | 1    | 0             | 0             | —             | —             | —       | —       | 7       | 1       |
| Fiorentina             | 2020/21           | Serie A            | 33     | 1    | 3             | 1             | —             | —             | —       | —       | 36      | 2       |
| Fiorentina             | 2022/23           | Serie A            | 28     | 4    | 3             | 0             | 12            | 1             | —       | —       | 43      | 5       |
| Fiorentina             | 2023/24           | Serie A            | 23     | 2    | 3             | 0             | 12            | 0             | 0       | 0       | 38      | 2       |
| Fiorentina             | 2024/25           | Serie A            | 17     | 0    | 1             | 0             | 8             | 1             | —       | —       | 26      | 1       |
| Fiorentina             | Celkově           | Celkově            | 108    | 8    | 10            | 1             | 32            | 2             | 0       | 0       | 150     | 11      |
| Anderlecht (hostování) | 2021/22           | Jupiler Pro League | 31     | 8    | 5             | 5             | —             | —             | —       | —       | 36      | 13      |
| Celkově v kariéře      | Celkově v kariéře | Celkově v kariéře  | 256    | 38   | 23            | 7             | 32            | 2             | 4       | 1       | 315     | 48      |

#### Reprezentační góly
| Gól | Datum              | Místo                                                        | Soupeř | Skóre | Výsledek | Soutěž                                           |
| --- | ------------------ | ------------------------------------------------------------ | ------ | ----- | -------- | ------------------------------------------------ |
| 1.  | 3. června 2022     | Charles Konan Banny Stadium, Yamoussoukro, Pobřeží slonoviny | Zambie | 2:0   | 3:1      | Kvalifikace na Africký pohár národů 2023         |
| 2.  | 24. března 2023    | Stade de la Paix, Bouaké, Pobřeží slonoviny                  | Komory | 1:0   | 3:1      | Kvalifikace na Africký pohár národů 2023         |
| 3.  | 20. listopadu 2023 | Benjamin Mkapa Stadium, Dar es Salaam, Tanzanie              | Gambie | 1:0   | 2:0      | Kvalifikace na Mistrovství světa ve fotbale 2026 |

## Úspěchy
Fiorentina
- Poražený finalista Coppa Italia: 2022/23
- Poražený finalista Konferenční ligy UEFA: 2022/23, 2023/24

Pobřeží slonoviny U23
- Poražený finalista Afrického poháru národů hráčů do 23 let: 2019

Pobřeží slonoviny
- Africký pohár národů: 2023